# Ali Al Hadad
Ali Al Hadad (* 22. Mai 1987) ist ein Eishockeyspieler aus den Vereinigten Arabischen Emiraten, der seit 2009 bei den Abu Dhabi Storms in der Emirates Ice Hockey League unter Vertrag steht.

## Karriere
Auf Vereinsebene tritt Ali Al Hadad für die Abu Dhabi Storms aus der Emirates Ice Hockey League an. 2014 und 2019 konnte er mit dem Klub die Liga gewinnen.

### International
Al Hadad nahm für die Eishockeynationalmannschaft der Vereinigten Arabischen Emirate an den Weltmeisterschaften der Division III 2010 und 2022, den Weltmeisterschaften der Division II 2023 und 2025 sowie der Qualifikation für die Weltmeisterschaft der Division III 2013 teil. Darüber hinaus stand er im Aufgebot seines Landes in den Jahren 2007, 2011 und 2017 bei den Winter-Asienspielen sowie in den Jahren 2010, 2011, 2012, 2013, 2014 und 2016 beim IIHF Challenge Cup of Asia. Im Jahr 2012 gewann er mit seiner Mannschaft die Gold-, in den Jahren 2010, 2011, 2014 und 2016 jeweils die Silbermedaille.

## Erfolge und Auszeichnungen
- 2014 Meister der Vereinigten Arabischen Emirate mit den Abu Dhabi Storms
- 2019 Meister der Vereinigten Arabischen Emirate mit den Abu Dhabi Storms

### International
| - 2010 Silbermedaille beim IIHF Challenge Cup of Asia - 2011 Silbermedaille beim IIHF Challenge Cup of Asia - 2012 Goldmedaille beim IIHF Challenge Cup of Asia - 2013 Qualifikation für die Division III bei der Qualifikation zur Weltmeisterschaft der Division III | - 2014 Silbermedaille beim IIHF Challenge Cup of Asia - 2016 Silbermedaille beim IIHF Challenge Cup of Asia - 2022 Aufstieg in die Division II, Gruppe B, bei der Weltmeisterschaft der Division III, Gruppe A - 2023 Aufstieg in die Division II, Gruppe A, bei der Weltmeisterschaft der Division II, Gruppe B |